# Keronidae
Famille
Les Keronidae sont une famille de Ciliés de la classe des Hypotrichea et de l’ordre des Stichotrichida.

## Étymologie
Le nom de la famille vient du genre type Kerona, que Müller expliqua quand il décrivit l’espèce Kerona rastellum Müller, 1786 : 

« ob organa externa, nec cilia, nec pilos, sed aculeos seu cornicula simulentia. »

 c'est-à-dire : « à cause des organes externes, ni cils ni poils, mais simulant des épines, ou des cornicules », comme celles de certains insectes ; le grec ancien κεράτια / kerátia signifiant « caroubier » (du grec κέρας / kéras, « corne »).
Le nom générique d'Alastor fut proposé pour ce genre par le naturaliste bavarois Max Perty peut-être en référence au régime alimentaire éclectique de ce cilié qui en ferait, comme le démon Alastor, un « ange exterminateur ».

## Description

### Genre type
Kerona est un animalcule nageant librement, de forme aplatie ou plano-convexe, subréniformes (grossièrement en forme de rein). Il ne possède pas de vrais styles frontaux, ventraux ou anaux, mais à leur place plusieurs rangées arquées de courtes soies ventrales ; il a aussi une rangée de soies marginales similaires mais plus longues formant une frange continue autour du bord périphérique. On observe une unique vésicule contractile, sphérique, située près du bord postérieur du péristome.

### Espèce type
Kerona polyporum a un corps en forme de rein, plan-convexe de longueur entre 130 et 210 μm; l'extrémité antérieure est uniformément arrondie, l'extrémité postérieure est légèrement pointue ; le bord droit est convexe, le gauche profondément indenté au centre. 
Les soies de la surface ventrale sont disposées en six rangées subparallèles :
- trois provenant de la marge droite du péristome, s'étendent obliquement presque jusqu'au bord gauche de la moitié postérieure du corps ;
- trois autres rangées, plus courtes, se limitant à la moitié antérieure du corps ;
- les cinq soies les plus postérieures sont plus grandes que toutes les précédentes.

Le champ du péristome s'étend vers l'arrière presque jusqu'au centre du corps, son bord intérieur est cilié, possède un angle aigu, et presque parallèle à l'extérieur. Les cils du bord externe ou gauche du péristome sont très longs et fins, formant avec les soies marginales une frange presque ininterrompue autour du corps de l'animalcule.

## Habitat et répartition
Kerona vit en eau douce, se présentant comme un ectoparasite ou un commensal sur diverses espèces d'hydres. C'est, selon Kent, l'une des premières formes infusoires découvertes, il a attiré l'attention par sa présence fréquente en compagnie de Trichodina pediculus (autre cilé de la famille des Trichodinidae), à la surface des polypes d'eau douce Hydra fusca et Hydra vulgaris. 
Les espèces composant la famille des Keronidae ont très rarement été signalées.

## Liste des genres
Selon GBIF (15 mars 2023) :
- Kerona Ehrenberg, 1835 genre type
  - Espèce type : Kerona pediculus (Müller, 1773) Blochmann, 1886 ⇔ Kerona polyporum, Ehr., 1835
- Keronopsis Penard, 1922
- Parakeronopsis Shi, Song & Shi, 1999

## Systématique
Le nom valide de ce taxon est Keronidae Dujardin, 1840.